# Kuckó Művésztanya
A Kuckó Művésztanya debreceni székhelyű művészeti egyesület, 1996 májusában alakult. Vezetője Szentgyörgyi Rozi előadóművész. A Kuckónak mintegy ötven aktív tagja van.
Legfőbb célja az, hogy a kis településekre is elvigye a vers, a zene, a magyar színjátszás hagyományaira épülő előadásokat. Rendszeresen járják a Cserehát falvait, középkori komádiákkal és népi történetekkel.
A társulatba jelentkeztek régi színjátszók, és olyan felnőtt, dolgozó emberek, akik még soha nem szerepeltek közönség előtt, olyan diákok, egyetemisták, akik nem akarnak hivatalos, intézményesített csoportokban szerepelni.
A Kuckó Művésztanyán rendszeresen vannak irodalmi estek, zenei és szórakoztató összejövetelek.
Az egyesület hat nagyjátékfilmet is készített, melyek közül legismertebbek az Amo család és az Amo mama öröksége.